# Vision's Fugitives
Vision's Fugitives è un album in studio del gruppo di musica elettronica/progressive rock Sensations' Fix.

## Il disco
Unico album del gruppo prodotto dalla All Ears Records e da Falsini stesso, al disco seguono Flying Tapes, album che riprende alcuni brani dei primi album e li remixa, e Antidote, disco di inediti uscito nel 1989.

## Tracce
1. Project Wishing Well
2. Fleetwood Trip L-Track
3. Barnhaus Effect No.2
4. Fix A Drinking Fountain: Cold Nose Flashback
5. Fortune Teller
6. Warped Notions of a Pratical Joke
7. Secret Orders For Operation Brainstorm
8. Chelsea Hotel (Room 625)
9. She's Gonna Grow On You
10. Vision's Fugitives: The Crowd
11. Charlotte's Observer
12. Overflowing Ashtray

## Formazione
- Franco Falsini (voce, synth, chitarra)
- Richard Ursillo (basso)
- Steve Head (batteria, tastiere (traccia 10)
- Marco Marcovecchio (batteria) (traccia 3,9)
- Keith Edwards (batteria) (traccia 10)[1]